# Gasdynamisches Laboratorium
Das Gasdynamische Laboratorium (Abkz. GDL) war eine sowjetische Raketenforschungsanstalt.

## Allgemein
Es wurde im Mai 1921 als »Laboratorium zur Entwicklung von Erfindungen von N.I. Tichomirow« gegründet. Es war der Abteilung für militärische Erfindungen des Komitees für das Erfindungswesen beim Obersten Volkswirtschaftsrat angeschlossen. Ab 1925 hatte es seinen Sitz in Leningrad. Im Juni 1928 erhielt das Laboratorium die Bezeichnung »Gasdynamisches Laboratorium GDL des WNIK beim Revolutionären Kriegsrat der UdSSR«. WNIK war das Militärische Forschungskomitee. Ab 1931 unterstand es der Verwaltung für militärische Erfindungen des Technischen Stabes des Chefs der Roten Arbeiter-und-Bauern-Armee. 1931 gab es 120 Mitarbeiter.
Geleitet wurde das Laboratorium von Nikolai I. Tichomirow bis dessen Tod 1930, danach von Boris S. Petropawlowski, gefolgt von Nikolai J. Iljin 1931/1932 und Iwan T. Kleimjonow  bis Ende 1932.
1933 ging es im RNII auf.

## Entwicklungen
1931 gab es 7 Sektionen:
- 1. Sektor: Pulverraketen unter Georgi E. Langemak
- 2. Sektor: Flüssigkeitsraketen unter Walentin P. Gluschko
- 3. Sektor: Einsatz von Pulverraketen in der Luftfahrt unter W.I. Dudakow
- 4. Sektor: Granatwerfer unter N.A. Dorowlew
- 5. Sektor: Pulverherstellung unter I.I. Kulagin
- 6. Sektor: Fertigung unter Jewgeni S. Petrow
- 7. Sektor: Verwaltungs- und Wirtschaftssektor unter W.A. Krassowski

Gemeinsam mit dem Ingenieur Wladimir A. Artemjew der Experimentator war entwickelte Tichomirow als Theoretiker zwischen 1924 und 1928 rauchloses Pulver mit der Bezeichnung Pyroxilin-Trotyl-Pulver (PTP). Am 3. März 1928 flog auf dem Haupt-Artillerieschießplatz die erste sowjetische Rakete mit rauchlosem Pulver 1300 Meter weit.
Entwickelt wurden am GDL die Luft-Boden-Raketen RS-82 und RS-132, die ersten sowjetischen Starthilfsraketen und Raketentriebwerke der ORM-Reihe.